# フェンダー・エレクトリックXII
フェンダー・エレクトリックXII（Fender Electric XII）はフォークロックミュージシャン用にデザインされた12弦エレクトリックギター。ストラトキャスタータイプではなく、ジャガーやジャズマスタータイプのボディを使用している。ストラトキャスタータイプのヘッドからも遠く、代わりに「ホッケースティック」と呼ばれる長いヘッドを持つ。エレクトリックXIIは特徴的なスプリット・ピックアップと4ウェイピックアップセレクタ（フロント、フロント+リア:直列、フロント+リア:並列、リア）を持つ。テレキャスターのように弦をボディの裏まで通す構造を持ち、サスティーンに優れる。
レオ・フェンダーのデザインによるエレクトリックXIIは1965年後半に紹介され、1966年に量産を開始し、1970年に製造終了。競合する12弦エレクトリックギターが既存の6弦ギターに追加の6弦を増やしただけであったのに対し、エレクトリックXIIはフォークロック市場を掴むため12弦専用に設計された。ブリッジは弦ごとに独立したサドルを持ち、正確な音程を可能にした。
エレクトリックXIIは生産中にはたいした人気は出ず、1969年にフェンダーのラインから外れる。ボディの在庫はフェンダー・カスタム（フェンダー・マーヴェリックとして知られる）に使われた。
有名な使用ミュージシャンはアルバム『ロックオペラ“トミー”』で幅広く使用したピート・タウンゼント、フォークロッカーのティム・バックリィ、そして「天国への階段」のレコーディングで使用したジミー・ペイジがいる。ザ・ビーチ・ボーイズのカール・ウィルソンは、1964年末にフェンダー社から提供された、市販品とはPUセレクターの仕様が異なるプロトタイプを1965年中頃まで使用していた。ジョニー・ウィンターも1960年代終わりから1970年代の初頭までの短期間（通常の6弦を張って）使用した。クリス・ノヴォセリックもSweet 75時代に使用していた。
1970年以後もフェンダー・カスタム・ショップで特注によりごく少数生産されたことはあったが、市販品としては2019年、メキシコ製のAlternate Reality シリーズで約50年振りにリイシューが実現した。PUセレクターが一般的な3ウェイ・トグル・スイッチに、ブリッジが近年のストラトキャスター12弦のものと同様のものに変更された。